# Biggs Junction
Biggs Junction az Amerikai Egyesült Államok északnyugati részén, Oregon állam Sherman megyéjében, Oregon és Washington határán, a Columbia-folyó és a Sam Hill emlékhíd déli oldalán, valamint az Interstate 84 és a 30-as és 97-es utak kereszteződésében elhelyezkedő statisztikai- és önkormányzat nélküli település. A 2010. évi népszámláláskor 22 lakosa volt. Területe 2,2 km², melynek 100%-a szárazföld.

## Történet
A helynek a Union Pacific Railroad Grass Valley-t és Kentet összekötő vasútvonalán Biggs néven volt állomása. Nevét egy a közelben 1880-ban letelepedett telektulajdonosról, W. H. Biggsről kapta. Biggs 1831. május 12-én született Ohio államban. A vasútvonal eredetileg az Oregon Railway and Navigation Company tulajdonában volt.
1885-ben az állomást a közeli kanyon után Spanish Hollow-nak hívták. A kanyont egy állítólag a telepesek korában a mai 97-es úttal párhuzamos ösvényen elpusztult ökörről nevezték el. Az utazók ideérkezve látják először a Columbia-folyót.
Biggs Junctiont a korábbi vasútállomástól nevezték el, ami a közösségtől körülbelül 1,6 km-re nyugatra, az Interstate 84 és a 97-es út kereszteződésében fekszik. Postahivatala 1884 és 1954 között működött.

## Népesség

### 2010
A 2010-es népszámláláskor  22 lakója, 9 háztartása és 5 családja volt. A népsűrűség 9,1 fő/km2. A lakóegységek száma 9, sűrűségük 4,1 db/km2. A lakosok 40,9%-a fehér,     9,1%-a egyéb, . A spanyol vagy latino származásúak aránya 50% (27,3% mexikói,   22,7% egyéb spanyol vagy latino származású.)
A háztartások 33,3%-ában élt 18 évnél fiatalabb. 55,6% házas,   44,4% pedig nem család. 44,4% egyedül élt; %-uk 65 éves vagy idősebb. Egy háztartásban átlagosan 2,44 személy élt; a családok átlagmérete 3,6 fő.
A medián életkor 43,5 év volt. Lakóinak 27,3%-a 18 évesnél fiatalabb, 4,5% 18 és 24 év közötti, 13,5%-uk 25 és 44 év közötti, 45,6%-uk 45 és 64 év közötti, 9,1%-uk pedig 65 éves vagy idősebb. A lakosok 68,2%-a férfi, 31,8%-a pedig nő.

### 2000
A 2000-es népszámláláskor   50 lakója, 20 háztartása és 12 családja volt. A népsűrűség 22,7 fő/km2. A lakóegységek száma 22, sűrűségük 10 db/km2. A lakosok 68%-a fehér,   6%-a ázsiai,  26%-a egyéb-, . A spanyol vagy latino származásúak aránya 26% (26% mexikói,   )
A háztartások 25%-ában élt 18 évnél fiatalabb. 60% házas, % egyedülálló nő; 40% pedig nem család. 40% egyedül élt; 5%-uk 65 éves vagy idősebb. Egy háztartásban átlagosan 2,5 személy élt; a családok átlagmérete 3,5 fő.
Lakóinak 24%-a 18 évesnél fiatalabb, 10% 18 és 24 év közötti, 26%-uk 25 és 44 év közötti, 30%-uk 45 és 64 év közötti, 10%-uk pedig 65 éves vagy idősebb. A medián életkor 43 év volt. Minden 100 nőre 85,2 férfi jut; a 18 évnél idősebb nőknél ez az arány 90.
A háztartások medián bevétele 19 167 amerikai dollár, ez az érték családoknál $66 250. A férfiak medián keresete $40 750, míg a nőké $18 750. Az egy főre jutó bevétel (PCI) $19 532. A családok 21,4%-a, a teljes népesség 22,5%-a élt létminimum alatt; a 18 év alattiaknál ez a szám %, a 65 évnél idősebbeknél pedig %.

## Gazdaság

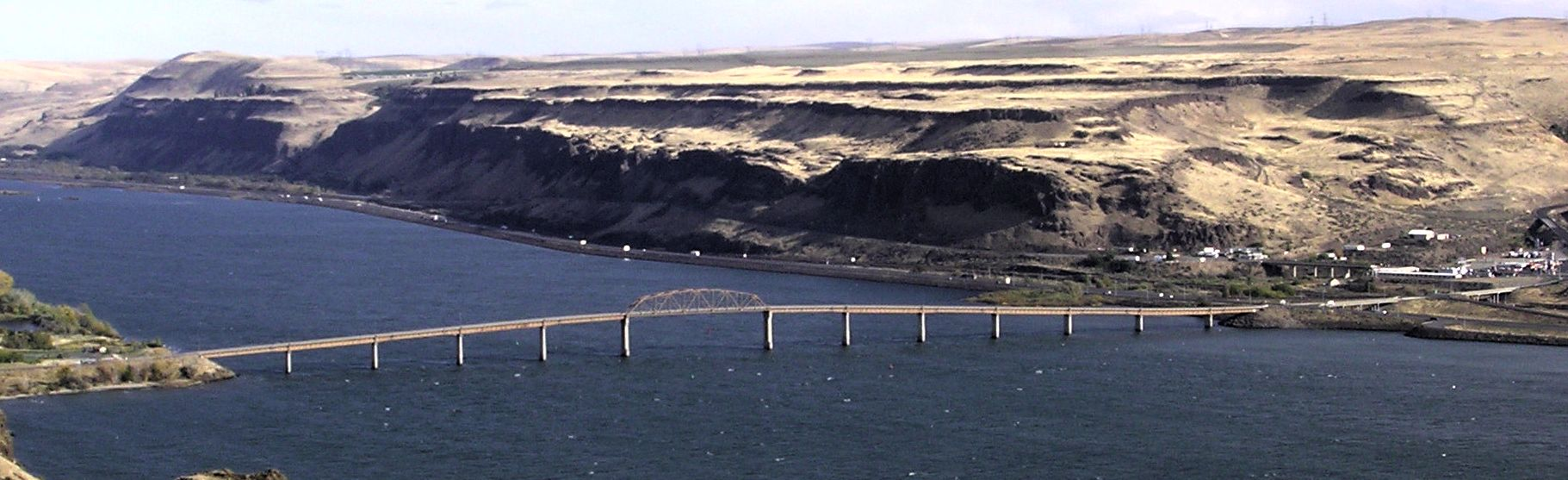
A Columbia-folyón átívelő, Oregon és Washington államokat összekötő Sam Hill emlékhíd

A település fő bevételi forrása a két országút találkozásánál lévő benzinkút és kamionos pihenőhely, mely utóbbi az Interstate 84 oregoni szakaszának legnagyobbika.
Biggs Junctionnek nagy szerepe van a gabonakereskedelemben, terményliftjeiben rakják vonatokra és hajókra az eladásra szánt búzát.
A hely népszerű egy itt talált jáspis miatt, melyet eredetileg a helyi indiánok használtak, majd 1964-ben, az Interstate 84 építésekor fedezték fel újra a karácsonyi áradás után a hidakat újjáépítők.

## Fordítás
Ez a szócikk részben vagy egészben  a   Biggs Junction, Oregon című angol Wikipédia-szócikk ezen változatának fordításán alapul.  Az eredeti cikk szerkesztőit annak laptörténete sorolja fel. Ez a jelzés csupán a megfogalmazás eredetét és a szerzői jogokat jelzi, nem szolgál a cikkben szereplő információk forrásmegjelöléseként.